# Abbaye Saint-Pierre de Lo
Pour les articles homonymes, voir Abbaye Saint-Pierre.
L'abbaye Saint-Pierre de Lo, partiellement détruite aujourd'hui, était située au niveau de la section Lo, en Belgique, dans la Province de Flandre-Occidentale. Il s'agissait d'un prieuré fondé vers 1200, élevé au rang d'abbaye en 1621. Le monastère fut prospère aux XIIIe et XVIIe siècles, mais dévasté par les Gantois, les Anglais, les Gueux puis par les Espagnols. Il fut supprimé en 1797. Il en reste, en 2017, un vieux colombier et l'église abbatiale Saint-Pierre.

## Géographie
L'abbaye Saint-Pierre de Lo est située dans la section Lo de la commune Lo-Reninge, en Belgique, dans la Province de Flandre-Occidentale.

## Histoire
L'abbaye Saint-Pierre de Lo est fondée sous la forme d'un prieuré vers 1200, lequel est élevé au rang d'abbaye en 1621. Le monastère est prospère aux XIIIe et XVIIe siècles, en témoignage d'une vie spirituelle et intellectuelle intense, au point de faire naître la dénomination « Lo la savante ». Les abbés, chanoines réguliers de saint Augustin, portent le titre de comte. Dévasté par les Gantois, les Anglais, les Gueux, les Espagnols, le monastère ne survit pas à la révolution française, et disparaît donc en 1797.

## Éléments architecturaux et culturels

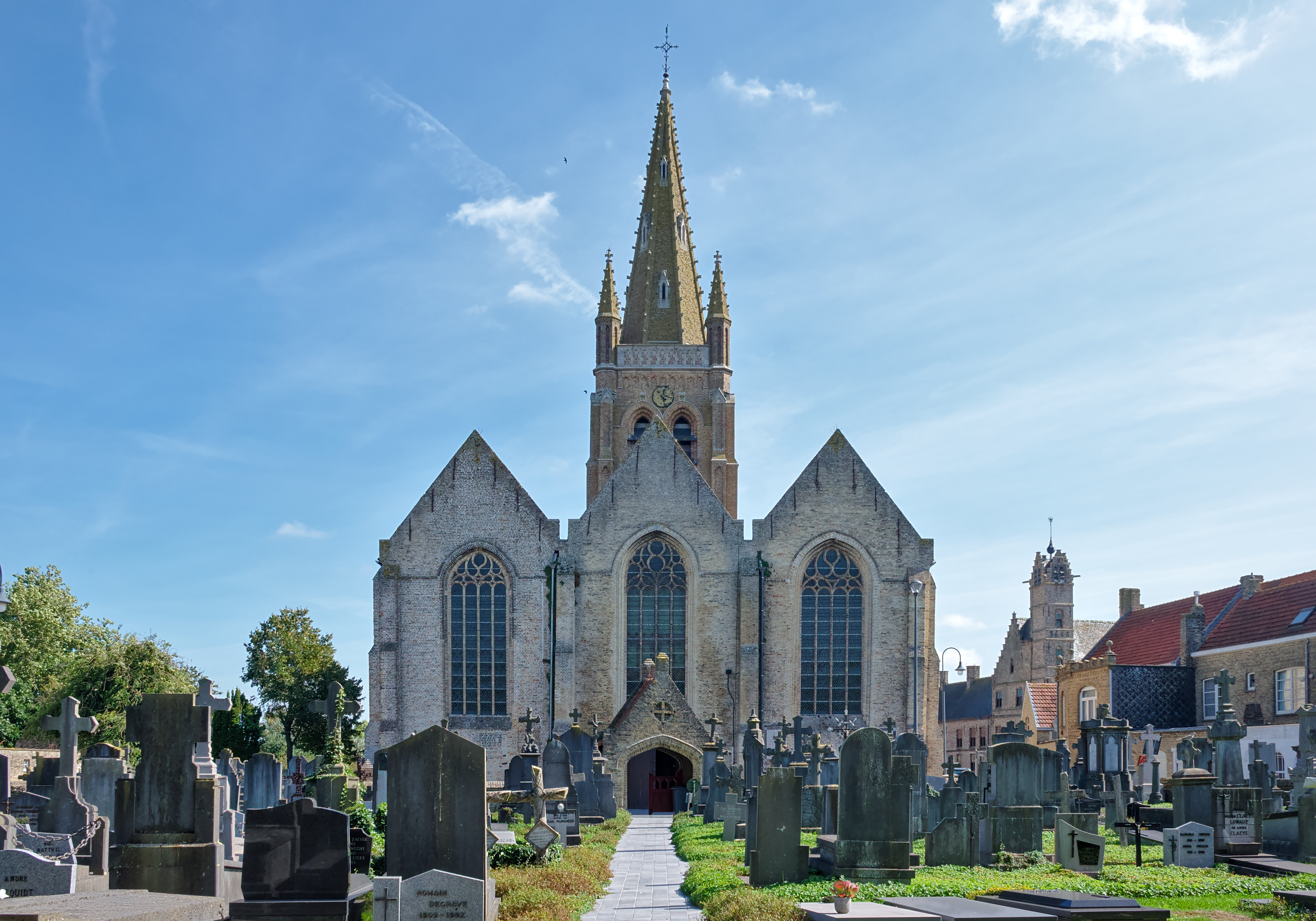
L'église Saint-Pierre.

De cette abbaye, il est resté deux éléments d'un grand intérêt :
- le vieux colombier daté 1710 qui se présente comme une tour octogonale où sont prévus 1 132 alvéoles ;
- l'église abbatiale Saint-Pierre, église du XVIIe siècle avec des parties des XIIe et XIIIe siècles. À l'intérieur, se trouvent un maître-autel daté 1640, de style baroque, avec un tableau de Jan Boeckhorst, des stalles élaborées par le sculpteur yprois Urbain Taillebert en 1624, un tabernacle du XVIIe siècle en bois d'ébène et un buffet d'orgue daté 1714.

## Pour compléter